# Pride (альбом)
Pride — второй студийный альбом американской хард-рок-группы White Lion, выпущенный 21 июня 1987 года на Atlantic Records. Диск содержит два хит-сингла, вошедших в Топ-10 Billboard Hot 100: песню «Wait» и балладу «When the Children Cry». Альбом достиг 11 позиции в чарте Billboard 200 и продержался в верхней двадцатке чарта целый год.
В США было продано более двух миллионов экземпляров альбома.

## Обзор
Вскоре после выпуска в Америке дебютного альбома White Lion «Fight to Survive», лейбл Grand Slam Records был объявлен банкротом и группа осталась без контракта.
В начале 1987 года группа подписала контракт с Atlantic Records и вскоре отправилась в голливудскую студию Amigo Studios для записи второго альбома. Рекорд-сессии продолжались с марта по апрель 1987 года. В роли продюсера выступил Майкл Вэйдженер, а все песни теперь писались Майком Трампом и Вито Братта.
Первым синглом с грядущего альбома стала песня «Wait», выпущенная 1 июня 1987 года, но достигшая чартов лишь семь месяцев спустя, когда в январе 1988 года клип на неё получил широкую ротацию на MTV, а сингл достиг 8 строчки в чарте Billboard Hot 100.
Альбом, получивший название «Pride», был выпущен 21 июня 1987 года.
В августе 1988 года, больше чем через год после релиза альбома, увидел свет второй сингл «Tell Me», достигший 58 позиции в чарте Billboard Hot 100 и 25 позиции в чарте Mainstream Rock.
Третьим синглом с альбома стала пауэр-баллада «When the Children Cry», достигшая 3-й позиции в «горячей сотне» Billboard и получившая мощную ротацию на MTV.
К тому времени альбом достиг 11 позиции в чарте Billboard 200 и продержался в верхней 20-ке чарта целый год.
В одних только Штатах было продано более двух миллионов копий «Pride», что обеспечило альбому дважды платиновый статус.
В дополнение к этому, Вито Братта был признан и награждён за свои инструментальные таланты премией «Best New Guitarist» от журналов «Guitar World» и «Guitar for the Practicing Musician».

## Тур
Тур в поддержку альбома стартовал в июле 1987 года с выступления, на котором White Lion разогревали Frehley’s Comet — новый проект бывшего гитариста Kiss Эйса Фрэйли. Следующие полтора года группа провела в непрерывных выступлениях на разогреве у Aerosmith, Оззи Осборн и Kiss в декабре 1987 года.
В январе 1988 года White Lion открывали шоу AC/DC, во время их американского тура в поддержку альбома «Blow Up Your Video». Окончание тура было отмечено разогревом для христианской рок-группы Stryper летом 1988 года.
Пока White Lion сопровождали в туре AC/DC, сингл «Wait» достиг чартов, а клип на него получил регулярную ротацию на MTV.
В феврале 1988 года, в качестве разогревающей группы перед AC/DC, White Lion сыграли шоу в нью-йоркском клубе Ritz. Это выступление было заснято и позже показано на MTV.
Весной 1989 года тур в поддержку «Pride» был завершён. Но, вместо того чтобы взять небольшой перерыв, группа вплотную принялась за работу над следующим альбомом.

## Список композиций
- Все песни написаны Майком Трампом и Вито Братта.

1. «Hungry» — 3:55
2. «Lonely Nights» — 4:11
3. «Don’t Give Up» — 3:15
4. «Sweet Little Loving» — 4:02
5. «Lady of the Valley» — 6:35
6. «Wait» — 4:00
7. «All You Need is Rock 'n' Roll» — 5:14
8. «Tell Me» — 4:28
9. «All Join Our Hands» — 4:11
10. «When the Children Cry» — 4:18

## В записи участвовали
- Майк Трамп — вокал
- Вито Братта — гитара
- Джеймс Ломенцо — бас-гитара
- Грег ДиАнжело — ударные

## Чарты

### Альбом
| Год  | Название чарта    | Пиковая позиция |
| ---- | ----------------- | --------------- |
| 1988 | The Billboard 200 | #11             |
| 1988 | Швеция            | #30             |
| 1988 | Канада            | #44             |

### Синглы
- «Wait»/«Don’t Give Up»
- «Tell Me»/«All Join Our Hands»
- «When the Children Cry»/«Lady of the Valley»
- «All You Need is Rock 'n' Roll»

| Год  | Сингл                   | Чарт                   | Позиция |
| ---- | ----------------------- | ---------------------- | ------- |
| 1988 | «Wait»                  | The Billboard Hot 100  | #8      |
| 1988 | «Wait»                  | Mainstream Rock Tracks | #18     |
| 1988 | «Wait»                  | Канада                 | #48     |
| 1988 | «Tell Me»               | The Billboard Hot 100  | #58     |
| 1988 | «Tell Me»               | Mainstream Rock Tracks | #25     |
| 1989 | «When the Children Cry» | The Billboard Hot 100  | #3      |
| 1989 | «When the Children Cry» | Mainstream Rock Tracks | #7      |
| 1989 | «When the Children Cry» | Канада                 | #53     |

## Сертификации
| Регион                                                      | Сертификация  | Продажи    |
| ----------------------------------------------------------- | ------------- | ---------- |
| США (RIAA)                                                  | 2× Платиновый | 2 000 000^ |
| Канада (Music Canada)                                       | Платиновый    | 100 000^   |
| ^ Данные о тиражах приведены только на основе сертификации. |               |            |